# Declaració de fets
La Declaració de Fets va ser una carta que Joseph Rutherford, president de la corporació legal dels Testimonis de Jehovà, també anomenats Bibelforscher, va escriure el 25 de juny de 1933 al Canceller del Reich, Adolf Hitler, per tal d'aturar la persecució religiosa que va començar el dia 1 d'abril de 1933 a Alemanya.
La carta en qüestió va ser desestimada i els Testimonis van patir una de les més cruels persecucions de la història, juntament amb jueus, gitanos, i altres grups ètnics i polítics a l'Alemanya nazi.
No falta qui ha acusat els Testimonis de ser pro-nazis, segons el contingut de la carta, tot i que pel seu text es desprèn que el que es volia és deixar clar que els Testimonis de Jehovà eren cristians, i no pas jueus o comunistes, com s'havia especulat, i que no recolzaven els enemics d'Alemanya, sinó que romanien neutrals en temes polítics.